# Duke Energy Center
Duke Energy Center je postmoderní mrakodrap v Charlotte. Má 48 pater a s výškou 240 metrů je 2. nejvyšším mrakodrapem ve městě, vyšší je už jen budova Bank of America Corporate Center. Má 48 nadzemních a 7 podzemních podlaží a nabízí prostory o výměře 41 852 m2, z toho většinu zabírají kanceláře. Nejnižší 7. podzemní podlaží je umístěno v hloubce 29 metrů pod úrovní ulice. Výstavba probíhala v letech 2006 - 2010 podle projektu společnosti Thompson, Ventulett, Stainback & Associates. Největšími nájemci jsou Wells Fargo a Duke Energy.

## Výstavba

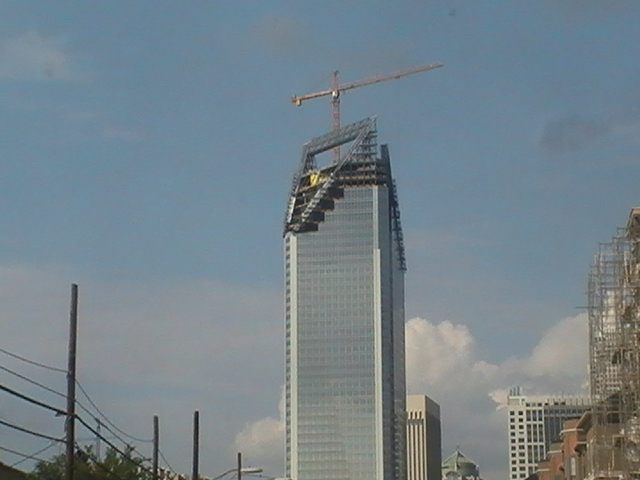
Fotografie Duke Energy Center ve výstavbě.

Přestože byl projekt ohlášen již na jaře roku 2004, tak první oficiální vizualizace budovy byly zveřejněny až 6. prosince 2006, což bylo až po zahájení stavby. V původním návrhu měla být budova postavena na parcele o rozloze 5200 m2, měla mít výšku 160 m a 34 podlaží. Stavební práce začaly v únoru 2006 demolicí budovy prodejce pneumatik a krátce poté začalo hloubení 30 m hlubokých základů pro podzemní garáže. Pro odvoz sutě ze základové jámy bylo použito 60 000 sklápěcích vozů, která byla odvezena a využita při stavbě třetí přistávací dráhy pro mezinárodní letiště Charlotte Douglas. V prosinci roku 2009 byla budova zkolaudována a 2. ledna 2010 proběhlo slavnostní otevření.

## Externí odkazy

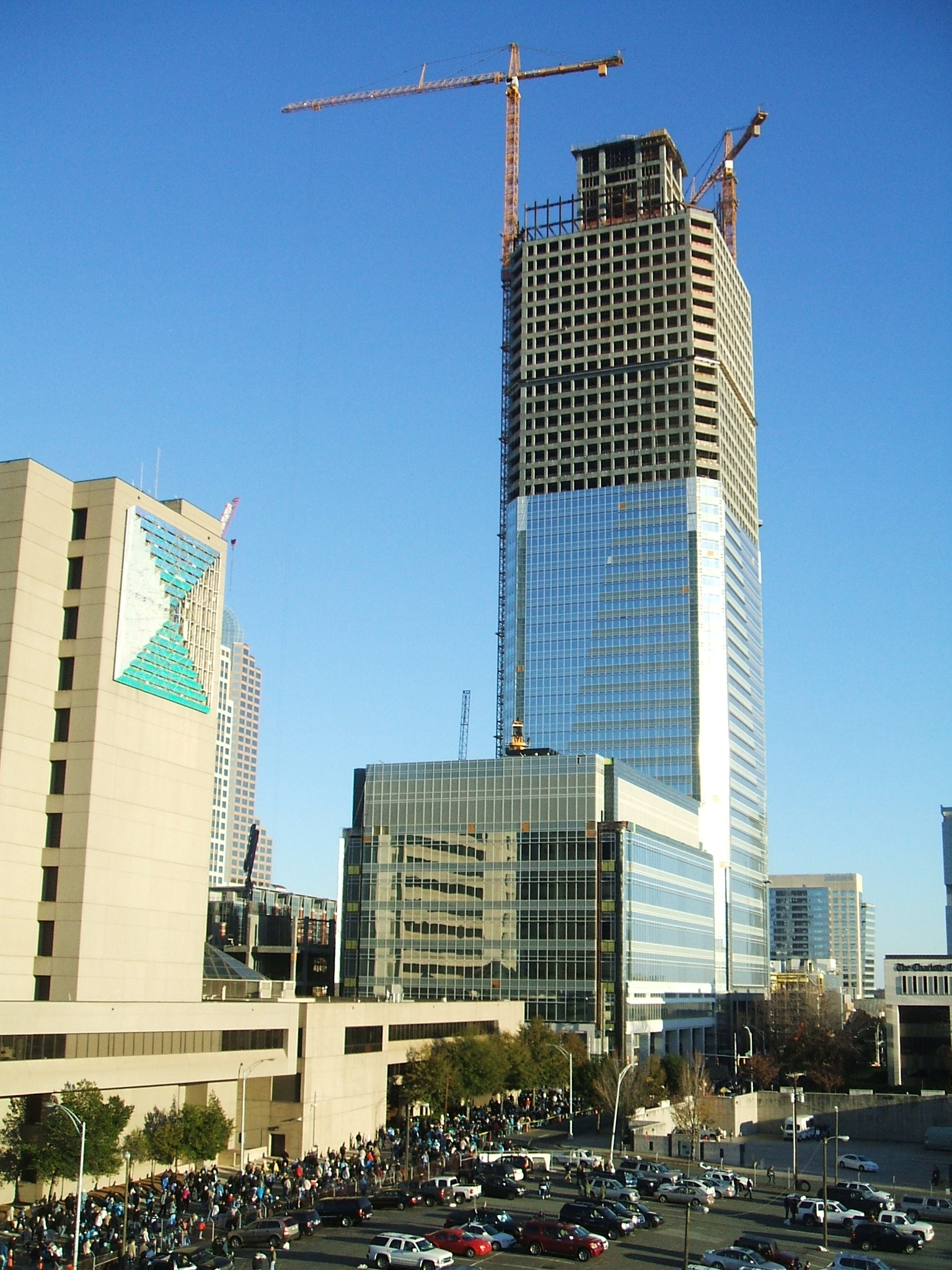
Výstavba 2008